# Petr Altrichter
Petr Altrichter (* 24. května 1951 Frenštát pod Radhoštěm) je český dirigent.

## Život
Vystudoval na ostravské konzervatoři spolu s hrou na lesní roh i dirigování (1966–1972), ve kterém pokračoval na Janáčkově akademii múzických umění (JAMU) v Brně pod vedením Richarda Týnského, Otakara Trhlíka, Františka Jílka (řízení orchestru), Josefa Veselky a Lubomíra Mátla (řízení sboru). Ještě během studií (v roce 1976) se zúčastnil světové dirigentské soutěže v Besançonu, kde obdržel druhou cenu a zvláštní cenu Francouzského svazu skladatelů. Tento úspěch se stal podnětem pro to, aby začal systematičtěji budovat svou dirigentskou kariéru.
Po absolvování řízení orchestru na JAMU v roce 1978 se stal asistentem dirigenta ve Filharmonii Brno, v téže funkci pak pokračoval u šéfdirigenta České filharmonie Václava Neumanna (1978–1983). V následujících letech působil jako dirigent Filharmonie Bohuslava Martinů ve Zlíně (1979–1984), Komorní filharmonie Pardubice (1982–1989), Filharmonie Brno (1984–1987) a od roku 1987 začal úzce spolupracovat se Symfonickým orchestrem hlavního města Prahy FOK (šéfdirigentem v letech 1990–1991), jehož se stal později hlavním dirigentem.
Mezi nejvýznamnější etapy jeho profesní dráhy patří jedenáctileté vedení Jihozápadní německé filharmonie v Kostnici, kde zastával funkci uměleckého ředitele a šéfdirigenta (1993–2004). V tomto období stál rovněž v čele Královského filharmonického orchestru v Liverpoolu (1997–2001), kam nastoupil po desetiletém působení českého kolegy Libora Peška. V lednu 2002 byl jmenován šéfdirigentem Filharmonie Brno, po sedmi letech ho v této funkci vystřídal srbský dirigent Aleksandar Marković. Pravidelně je zván k orchestrům po celém světě – spolupracoval např. s Berlínskými symfoniky, Londýnskými filharmoniky, Japonským symfonickým orchestrem, Krakovskou filharmonií, Milánským orchestrem, Symfonickým orchestrem v Rize, Symfonickým orchestrem RTL Luxembourg, Symfonickým orchestrem v Baden-Badenu, Orquesta Filarmonica de Gran Canaria atd. Hostoval na významných festivalech v Paříži, Madridu, Chicagu, Curychu, Salcburku, Vídni, Seville, St. Etienne, Avignonu, Palermu, Praze, Edinburku a v Aténách.

## Hlavní působiště
- 1978–1979 Filharmonie Brno – asistent
- 1978–1983 Česká filharmonie – asistent Václava Neumanna
- 1979–1984 Filharmonie Bohuslava Martinů
- 1982–1989 Komorní filharmonie Pardubice
- 1984–1987 Filharmonie Brno
- 1987 Symfonický orchestr hlavního města Prahy FOK
- 1990–1991 Symfonický orchestr hlavního města Prahy FOK – šéfdirigent
- 1993–2004 Jihozápadní německá filharmonie v Kostnici – umělecký ředitel, šéfdirigent
- 1997–2001 Královský filharmonický orchestr v Liverpoolu – umělecký ředitel, šéfdirigent
- 2002–2009 Filharmonie Brno – šéfdirigent